# Matthias Hutter (Komponist)
Matthias Hutter (* 2. Februar 1967 in Siegburg) ist ein deutscher Musikschulleiter und Komponist.
Seinen ersten Klavierunterricht erhielt er im Alter von 6 Jahren. Mit 12 Jahren schrieb er seine ersten Kompositionen, zwei Jahre später gewann er mit seiner „Bläserfantasie“ einen geteilten (1.) Preis bei dem vom Verband deutscher Musikschulen ausgeschriebenen  Kompositionswettbewerb „Neue Musik für Kinder und Jugendliche“.
Nach Abitur und Zivildienst in Köln nahm Matthias Hutter ein Musikstudium an der Robert-Schumann-Musikhochschule in Düsseldorf auf, welches er 1997 mit dem Konzertexamen im Hauptfach Klavier abschloss. Im gleichen Jahr spielte er eine CD mit Werken von Maurice Ravel ein. Zu seinen Dozenten gehört auch Carmen Daniela.
Im Jahr 2007 erschien die CD „Lichter im Dunkeln“ mit Vokal-Kompositionen von Matthias Hutter auf Gedichte des 1999 verstorbenen jungen Dichters Christoph Olpen. 2009 und 2014 folgten weitere CD-Einspielungen eigener Werke.

## Werke
- 7 kleine Klavierstücke der Kindheit op. 1
- Bläserfantasie, für Flöte, Oboe, Klarinette, Fagott, Horn und Baß-Posaune op. 2[1]
- Orchesterfantasie op. 3
- Fantasie, für Alt-Saxophon und Klavier op. 4
- Klaviermusik 1986, op. 5
- 1. Klaviersonate op. 6
- 2. Klaviersonate in As-Dur im klassischen Stil op. 7
- 3. Klaviersonate in fis op. 8
- 4 Lieder nach Gedichten von Else Lasker-Schüler für eine Singstimme und Klavier op. 9
- 4 Lieder nach Gedichten von Else Lasker-Schüler für eine Singstimme und Orchester op. 9/b
- Liederkreis nach Gedichten von Hermann Hesse op. 10
- Gesänge der Nacht, Nocturne für Orchester op. 11
- Gesänge der Nacht, Fassung für 4 Pianisten an zwei Klavieren (und Tamtam) op. 11/b
- Konzert für Violine und Orchester op. 12
- Fantasie, für Sopran-Saxophon und Klavier op. 13
- Elegie, für Alt-Saxophon oder Viola und Klavier op. 14
- Meditation, für Flöte, Oboe, Klarinette, Schlagzeug, Klavier und Sopran op. 15
- Nachtlied, für Viola, Kontrabass, Klavier und Singstimme op. 16
- 3 Lieder nach Gedichten von Christoph Olpen für eine Singstimme und Klavier op. 17
- 3 Lieder nach Gedichten von Christoph Olpen für eine Singstimme und Orchester op. 17/b
- Stille, nach dem Gedicht von Christoph Olpen für Viola, Singstimme und Klavier op. 18
- Epitaph, Drei Gesänge auf Gedichte von Christoph Olpen für gemischten Chor, Solo-Stimme (Mezzosopran), und Instrumente op. 19
- Nocturne-Fantasie, über das Gedicht „Mondesgruß“ von Hieronymus Nopp für Singstimme, Sopran-Saxophon, Viola und Klavier op. 20
- Concertino, für Fagott, Harfe und Streicher op. 21
- Concertino, für Fagott und Klavier op. 21/b
- Song, über ein Gedicht von Christina Rossetti für Viola, Kontrabass, Singstimme und Klavier, op. 22
- Musik für Orchester und eine Frauenstimme nach einem Gedicht von Wolf von Kalckreuth, op. 23
- 4. Klaviersonate, op. 24
- Lullaby for the cat (für Klavier) op. 25
- Poem, für Bass-Posaune, Englisch-Horn, Fagott, Violine, Viola und Violoncello, op. 26
- Sextett, für 4 Fagotte und 2 Kontrafagotte op. 27
- Sonate für Kontrafagott und Klavier op. 28